# Maserati A6
Le A6 sono state delle serie di autovetture costruite dalla Maserati dal 1947 al 1956. La lettera “A” stava per “Alfieri”, uno dei fratelli Maserati, e “6” per il numero dei cilindri. I modelli, infatti, montavano un motore in linea a sei cilindri 

## Nascita

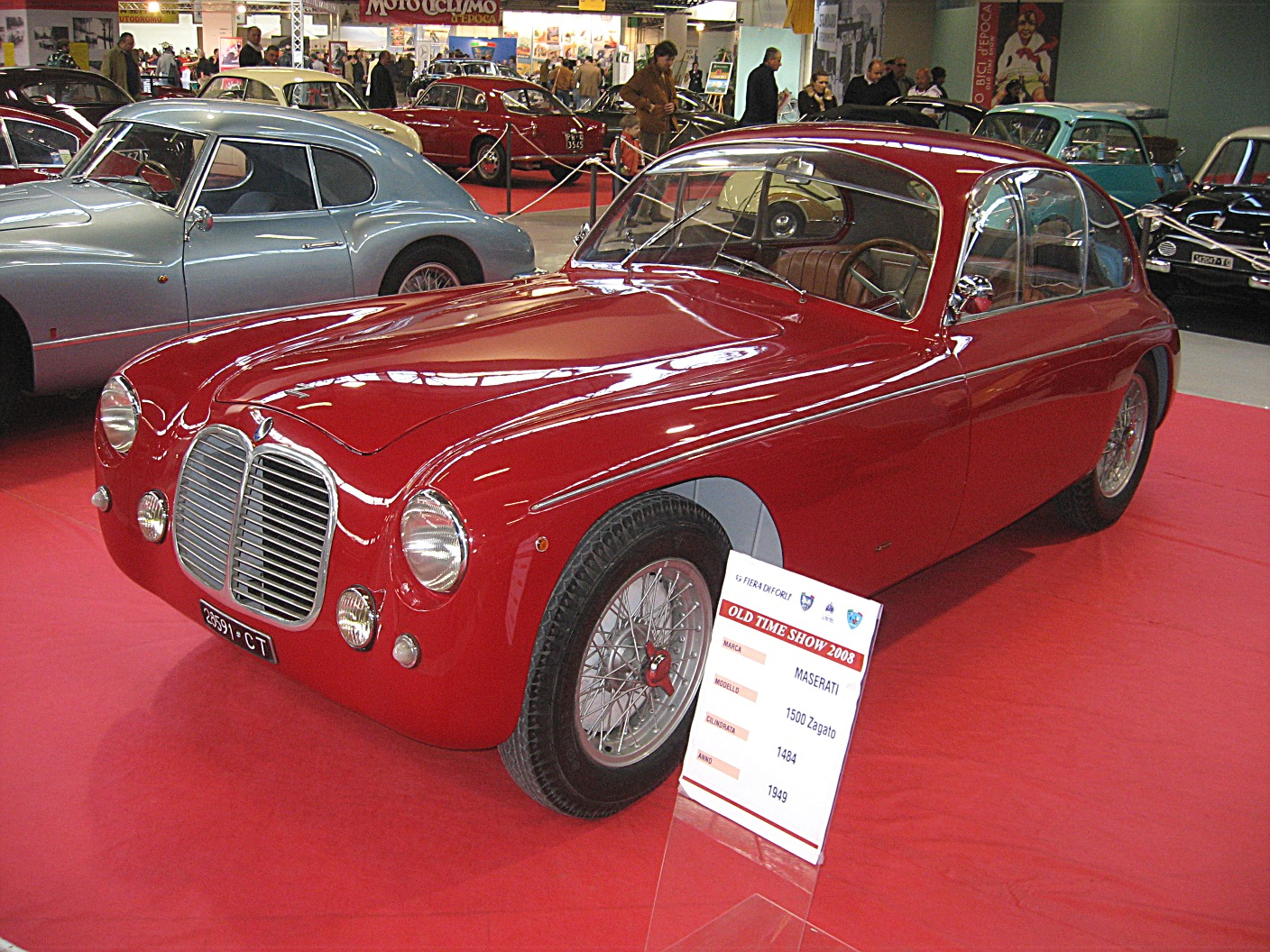
Una Maserati A6 1500 Zagato Panoramica.

Il propulsore da 1,5 litri di cilindrata fu chiamato “A6 TR” (“Testa riportata”) e fu basato su un modello pre-bellico, più precisamente quello da 65 bhp di potenza montato sulla Maserati 6CM. La sua prima apparizione fu sulla A6 Sport o “Tipo 6CS/46”, un prototipo barchetta sviluppato da Ernesto Maserati ed Alberto Massimino. Questa divenne in seguito la A6 1500; la versione berlinetta aveva la carrozzeria progettata da Pininfarina e fu presentata al pubblico la prima volta nel 1947 al Salon International de l'Auto di Ginevra (con 59 esemplari costruiti). La versione cabriolet fu invece presentata al Salone dell'automobile di Torino nel 1948 (2 esemplari costruiti)
Un motore da 2 litri di cilindrata (120 bhp di potenza) fu installato sulla biposto A6 GCS, dove la lettera “G” stava per “ghisa” (il monoblocco era fatto appunto di questo materiale) e la sigla “CS” per “Corsa & Sport”. La versione da corsa monoposto da 580 kg e con parafanghi di tipo motociclistico, anche chiamata “monofaro”, partecipò per la prima volta ad una competizione nel 1947 a Modena con alla guida Luigi Villoresi e Alberto Ascari, e vinse il campionato italiano con Giovanni Bracco. Furono prodotte, dal 1947 al 1953, 15 esemplari della biposto.
La A6G fu una serie di biposto di coupé e spider progettata con il contributo di Zagato, Pininfarina, Pietro Frua, Bertone, Carrozzeria Allemano e Vignale. Aveva il monoblocco in lega.

## La A6 GCS

In primo piano una A6 GCS.

### Maserati A6GCS/53

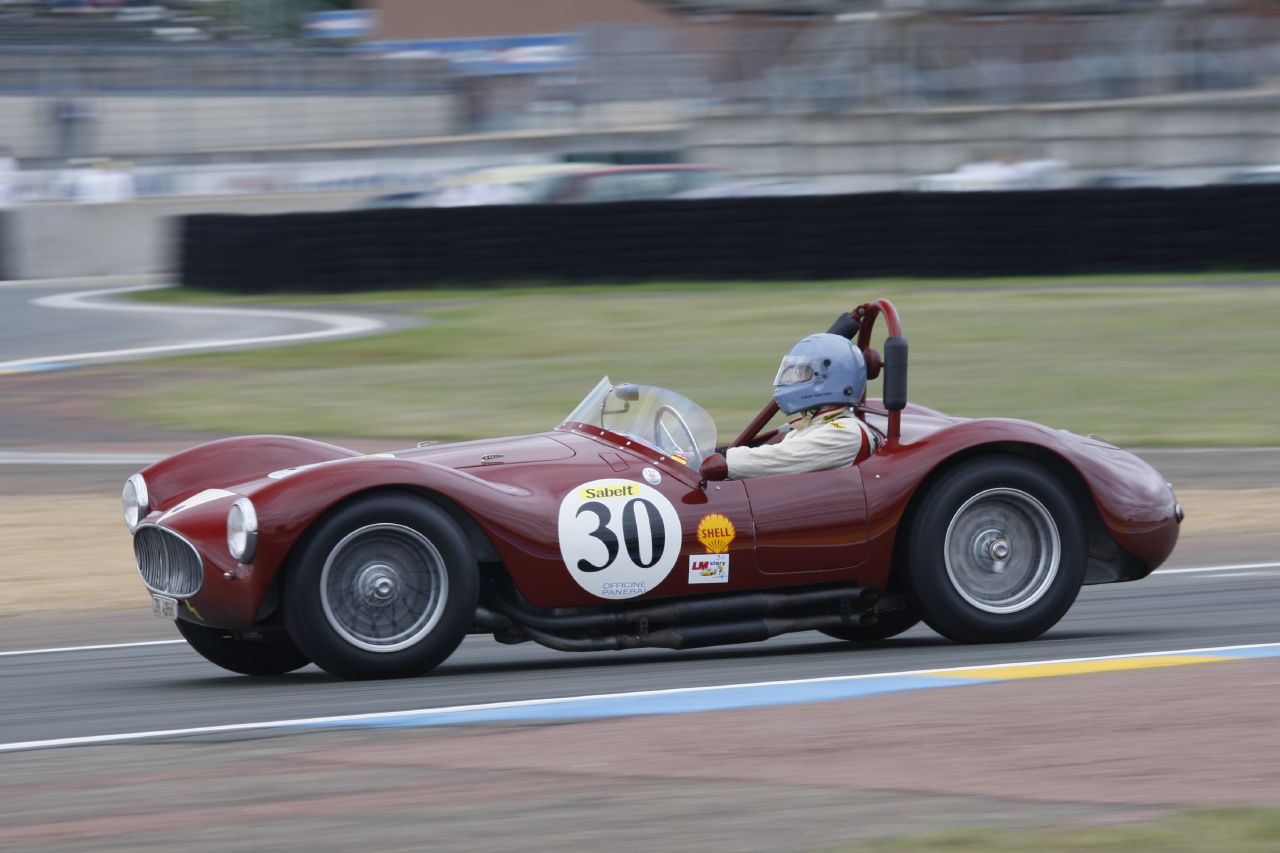
Una Maserati A6GCS/53 in competizione

Per competere nel Campionato Mondiale Sportprototipi, fu sviluppata la A6GCS/53 (1953-1955), il cui motore sviluppava 170 bhp di potenza. Era una spider progettata da Gioachino Colombo e costruita da Medardo Fantuzzi e Celestino Fiandri. Furono costruiti quindici esemplari, ed alcuni conquistarono importanti vittorie, come nel 1953 e 1954 al Gran Premio d'Italia per la categoria in cui correvano per opera di Sergio Mantovani e Luigi Musso.
Altre quattro berlinetta e una spider furono progettate da Pininfarina, con il design finale della Maserati, su un ordine del commerciante romano Guglielmo Dei che acquistò sei telai. La spyder fu assemblata da Vignale.

## La A6G 2000

### Maserati A6G/54
Nel 1954 a Parigi fu presentata la A6G/54, che era disponibile in versione berlinetta, barchetta e spider (150 bhp di potenza). Furono progettate da Pietro Frua, Ghia e Carrozzeria Allemano. Il modello sostituì la A6G 2000. Furono costruiti 60 esemplari.

## La A6 GCM

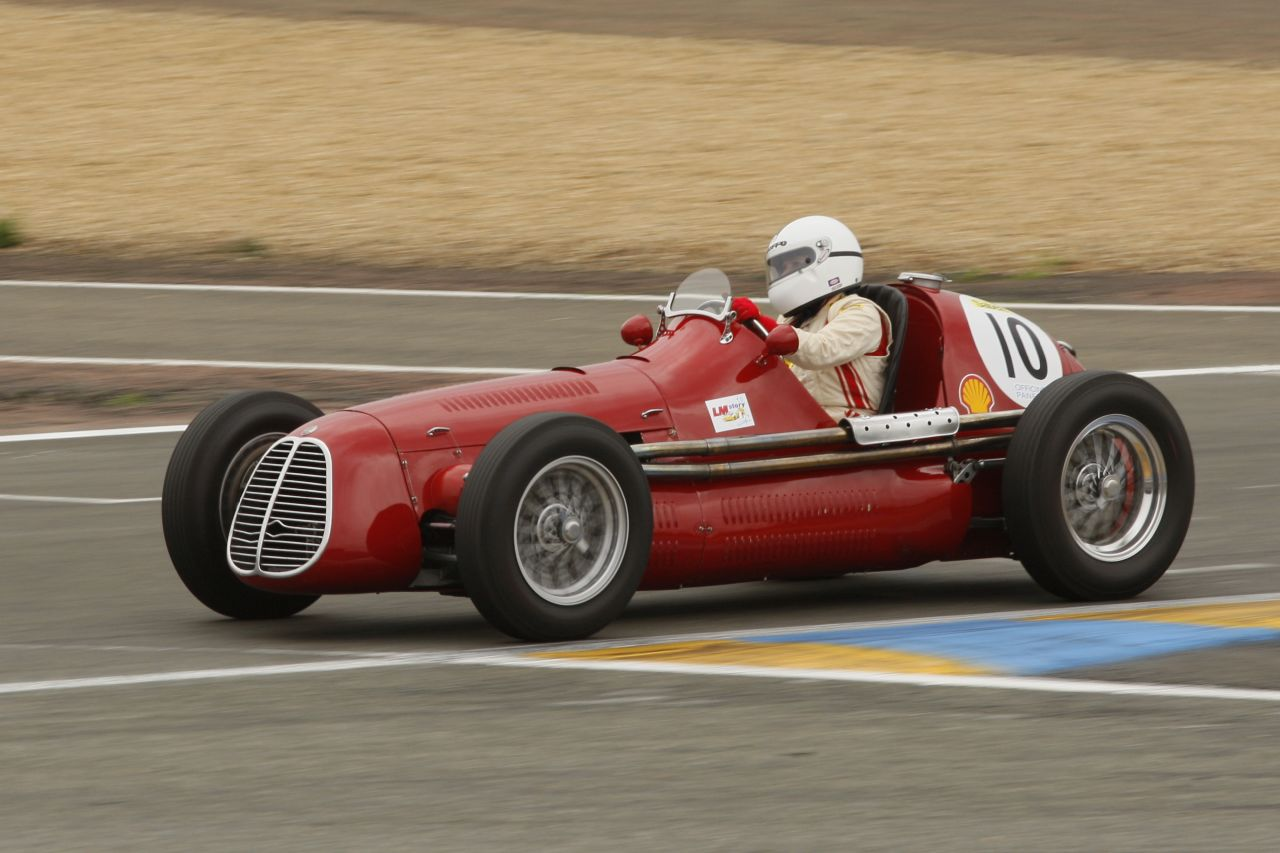
Una Maserati A6GCM

La A6 GCM (1951-1953) fu una monoposto (la “M” nella sigla stava appunto per “monoposto”) costruita in dodici esemplari con una cilindrata di 2 litri ed una potenza di 160-190 bhp, e fu sviluppata da Gioachino Colombo e costruita da Medardo Fantuzzi. Nel 1953 una A6 GCM vinse il Gran Premio d'Italia con alla guida Juan Manuel Fangio.
La A6 SSG (1953) fu una revisione della GCM, e servì per la  preparazione della Maserati 250F .